# Washington (Massachusetts)
Washington es un pueblo ubicado en el condado de Berkshire en el estado estadounidense de Massachusetts. En el Censo de 2010 tenía una población de 538 habitantes y una densidad poblacional de 5,35 personas por km².

## Geografía
Washington se encuentra ubicado en las coordenadas 42°22′11″N 73°9′19″O / 42.36972, -73.15528. Según la Oficina del Censo de los Estados Unidos, Washington tiene una superficie total de 100.49 km², de la cual 98.38 km² corresponden a tierra firme y (2.1%) 2.11 km² es agua.

## Demografía
Según el censo de 2010, había 538 personas residiendo en Washington. La densidad de población era de 5,35 hab./km². De los 538 habitantes, Washington estaba compuesto por el 99.07% blancos, el 0.19% eran afroamericanos, el 0% eran amerindios, el 0% eran asiáticos, el 0% eran isleños del Pacífico, el 0.56% eran de otras razas y el 0.19% pertenecían a dos o más razas. Del total de la población el 1.86% eran hispanos o latinos de cualquier raza.